# Rozálie
Rozálie, Rosalie nebo též Rosálie je ženské křestní jméno latinského původu. Vykládána je jako „růže“ nebo „vonící po růžích“.
Podle staršího kalendáře má svátek 4. září anebo 13. března. Českou obdobou jména je Růžena. Starší českou variantou je Rosálie. Trochu jiný význam má jméno Rosarie, které znamená „růženec“.

## Domácí podoby
Rozálka, Rosa, Rózinka, Rozina, Rózička, Rozára, Roza, Rozárka, Rosi, Rosalka, Rozka

## Rozálie v jiných jazycích
- Slovensky, maďarsky: Rozália
- Německy: Rosalia nebo Rosalie
- Francouzsky: Rosalie
- Anglicky: Rozalia nebo Rosalia nebo Rosalie
- Italsky: Rosalia
- Španělsky: Rosalia
- Srbsky, rusky: Rozalija
- Polsky: Rozalia

## Známé nositelky jména
- Svatá Rozálie
- Růžena Limská – řeholní sestra a pečovatelka o peruánské indiány
- Rosalie Poe – sestra Edgara Allan Poea
- Rosalie Abella
- Rosa Rakouská (arcivévodkyně)
- Rosa Miller Avery – americká abolicionistka, politická reformátorka, sufražetka a spisovatelka
- Rosaria Capacchione – italská novinářka a politička
- Rosalie Carey – herečka
- Rosaria Console – italská běžkyně
- Rosalie Crutchley – britská herečka
- Rosario Dawson – americká herečka španělského, indiánského a afrického původu
- Rozalie Hirs – hudební skladatelka a básnířka
- Rozálie Havelková – zpěvačka, herečka, tanečnice
- Rosalie Chudobová – herečka
- Rozálie Kohoutová – herečka
- Rosa Luxemburg – německá marxistka, filozofka a ekonomka
- Rosa Mayreder – rakouská svobodná myslitelka, autorka, malířka, hudebnice a feministka
- Rose Macgowan – americká herečka francouzsko-britského původu
- Rosa Orellana – americká matematička
- Rosa Palomino – aymarská indiánská vůdkyně z Peru
- Rosaria Piomelli – italská architektka
- Rosalie Roos
- Rosa Salazar – americká herečka
- Rosalie Williams – herečka
- Rozala Italská – flanderská hraběnka a francouzská královna